# Монмут (Орегон)
Монмут (англ. Monmouth) — город, расположенный в округе Полк штата Орегон, США. По данным переписи населения 2010 года в городе проживало 9 534 человека. Расположен на высоте 65 м над уровнем моря. Входит в Сейлемский метрополитенский статистический ареал. Был назван по родному городу первых поселенцев из Монмута, штат Иллинойс.

## История

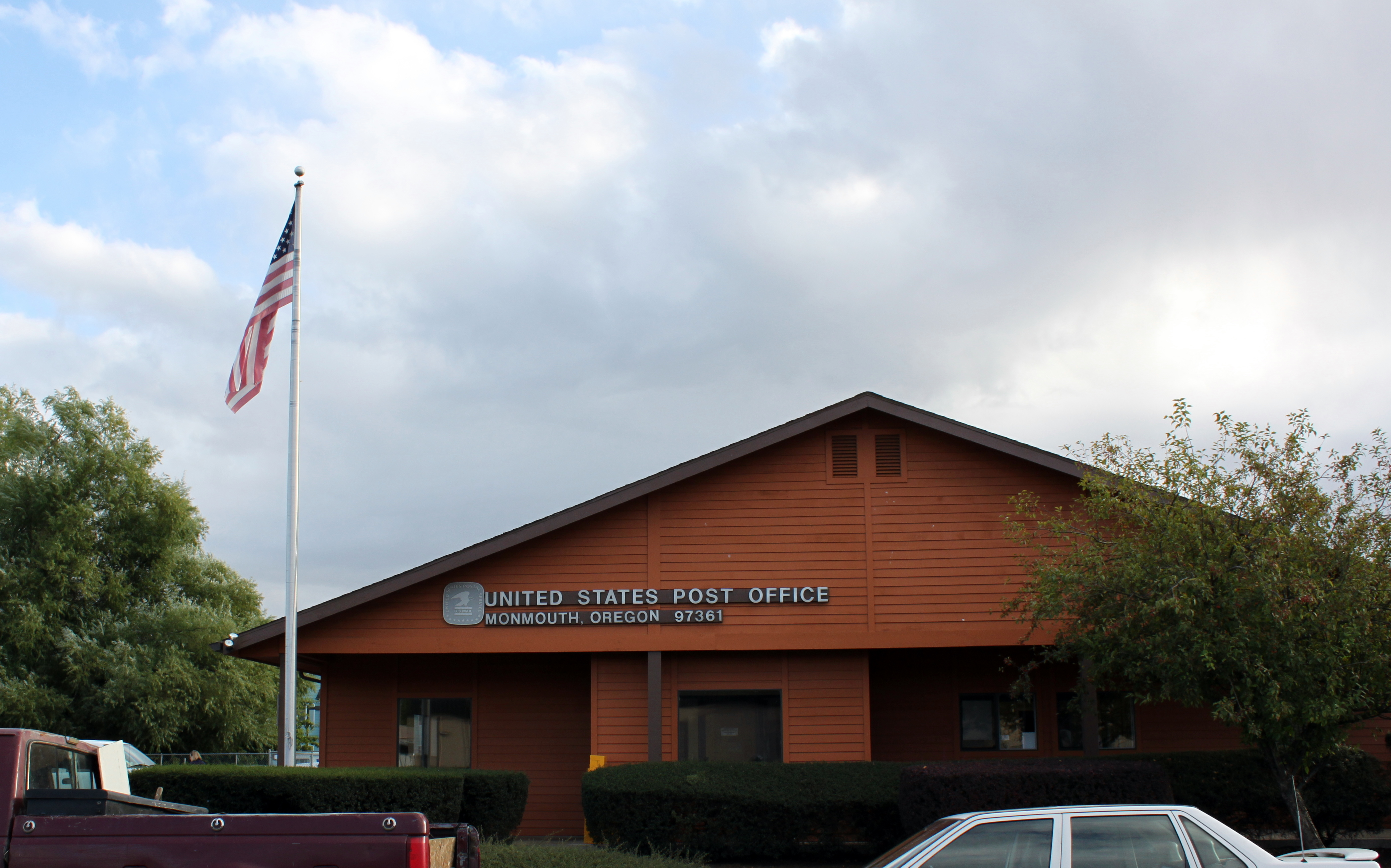
Почтовое отделение в Монмуте

Монмут был основан в 1853 году группой пионеров, которым выделили 640 акров (2,6 км²) для строительства города и «колледжа под эгидой христианской церкви», а выручка от продажи этих земель была использована для основания Университета Монмута (ныне Западный университет Орегон). В течение десятилетий в Монмуте существовал сухой закон, который запрещал продажу алкогольных напитков в супермаркетах, ресторанах и барах. Статус Монмута как последнего сухого города в штате Орегон был окончен всенародным голосованием лишь на выборах в ноябре 2002 года.

## География
Монмут находится примерно в 19 км к западу от Сейлема на автомагистрали штата Орегон № 99W. Он расположен в бассейне реки Эш-Крик, немного западнее реки Уилламетт.
По данным Бюро переписи населения США, общая площадь города составляет 5,8 км².

## Население
Согласно переписи населения 2010 года в городе проживало 9 534 человека. Плотность населения 1 643,4 чел./км². Расовый состав города: 82,8 % — белые, 1,1 % — афроамериканцы, 1,5 % — коренные жители США, 3,3 % — азиаты, 0,6 % — выходцы с тихоокеанских островов, 6,6 % — представители других рас, 4,1 % — представители двух и более рас. Число испаноязычных жителей любых рас составило 13,4 %.
Население города по возрастному признаку распределилось таким образом: 18,2 % — жители моложе 18-ти лет, 34,9 % находились в возрасте от 18 до 24-х лет, 20,8 % находились в возрасте от 25 до 44-х лет, 16,8 % находились в возрасте от 45 до 64-х лет, 9,4 % — лица 65 лет и старше. Гендерный состав: 52,1 % — женщины и 47,9 % — мужчины.

## Образование
- Монмут входит в Центральный школьный округ. Здесь расположен Западный университет штата Орегон.
- Государственная средняя школа расположена в соседнем городе Индепенденс[12]. В городе расположены начальные школы Эш-Крик и Монмут.